# Station Wezet
Station Wezet is een spoorwegstation in de stad Wezet (Frans: Visé), in de Belgische provincie Luik, gelegen aan de kruising van spoorlijn 24 (Montzenroute) en spoorlijn 40. Het station wordt buiten Vlaanderen (dus ook in Nederland) aangeduid met de lokale naam Visé.
Station Wezet is het laatste station aan lijn 40 ten zuiden van de grens met Nederland. 

## Geschiedenis
Het station werd geopend op 24 november 1861.
Bij de aanleg van spoorlijn 24 (Tongeren - Aken) door de Duitsers werd hier een Turmbahnhof oftewel een kruisingsstation gebouwd. Twee spoorlijnen kruisten elkaar op verschillende niveaus. Treinen op lijn 24 stopten in Visé-Haut, op lijn 40 maakte men halt in Visé-Bas. Na de Eerste Wereldoorlog werd hier door de Belgische staat een eenvoudig laag stationsgebouw met zadeldak opgericht.
In 1949 werd het te klein geworden station van Visé-Bas vervangen door een langgerekt laag gebouw, ontworpen door F. Baiwir. Door de afschaffing van reizigersverkeer op lijn 24 in 1957 werd het station van Visé-Haut gesloten. Visé-Bas bleef wel open, de naam van het station werd gewijzigd in het huidige Wezet.
In 1980 werd een nieuw stationsgebouw opgetrokken, naar plannen van F. Nolet.
In Visé bevonden zich ook de quarantainestallen, waar vee gecontroleerd werd door een rijksveearts. Bij de oprichting van de Europese Economische Gemeenschap verloren deze stallen hun betekenis. De stallen bestaan nog (aan de Quai des Fermettes), ten westen van de E25, die met een tunnel gekruist wordt, maar zijn hun spooraansluiting verloren. Vergelijkbare stallen bevinden zich nog bij het station Essen.
In 2023 werden de werken gestart voor een nieuw stationsgebouw. Er werd ook een 2de perron aangelegd. De perrons behouden de oude locatie. Het nieuwe stationsgebouw komt ten oosten van de perrons te staan. Er wordt ook een loopbrug aangelegd om de perrons vanuit het stationsgebouw te bereiken.

## Treindienst
| Serie            | Treinsoort                                             | Route                                                                                     | Bijzonderheden |
| ---------------- | ------------------------------------------------------ | ----------------------------------------------------------------------------------------- | --- |
| 18900 RE 18 S 43 | Sneltrein / Regional-Express / S-trein (Arriva / NMBS) | (Luik-Guillemins – Wezet – ) Maastricht – Heerlen – Landgraaf – Herzogenrath – Aachen Hbf | Drielandentrein (LIMAX). Tussen Luik-Guillemins en Maastricht wordt 1x/uur gereden. Tussen Maastricht en Aachen wordt 2x/uur gereden. |
| S 44             | S-trein Luik (NMBS)                                    | Landen – Borgworm – Momalle – Luik-Guillemins – Wezet                                     | Rijdt in het weekend Landen - Luik-Guillemins.                                                                                        |

In 2018 zou de Drielandentrein een treinverbinding tussen Aken - Maastricht - Luik ook halt gaan houden in Wezet. De bijnaam LIMAX verwijst naar de drie grootste steden op dit geplande traject; Luik (Frans: Liège), Maastricht en Aken (Frans: Aix-la-Chapelle). Arriva had bij het begin van de nieuwe concessie in 2018 de treindienst van Aken via Maastricht naar Luik willen starten. De FLIRT-treinstellen werden echter niet toegelaten in België omdat ze niet over het nieuwste beveiligingssysteem beschikten. Daarom reed de trein vooralsnog alleen tussen Aken en Maastricht. In 2022 werden de treinen uitgerust met het ETCS-systeem, waarna de testen voor toelating in België konden starten. Per 30 juni 2024 rijdt de Drielandentrein daadwerkelijk door naar Luik en stopt deze in Wezet.

## Reizigerstellingen
De grafiek en tabel geven het gemiddeld aantal instappende reizigers weer op een week-, zater- en zondag.
| Tabel: aantal instappende reizigers station Visé | Tabel: aantal instappende reizigers station Visé | Tabel: aantal instappende reizigers station Visé | Tabel: aantal instappende reizigers station Visé |
|                                                  | Weekdag                                          | Zaterdag                                         | Zondag                                           |
| ------------------------------------------------ | ------------------------------------------------ | ------------------------------------------------ | ------------------------------------------------ |
| 1977                                             | 181                                              | 85                                               | 96                                               |
| 1978                                             | 200                                              | 77                                               | 87                                               |
| 1979                                             | 208                                              | 80                                               | 81                                               |
| 1980                                             | 201                                              | 100                                              | 87                                               |
| 1981                                             | 265                                              | 134                                              | 132                                              |
| 1982                                             | 176                                              | 163                                              | 177                                              |
| 1983                                             | 304                                              | 106                                              | 111                                              |
| 1984                                             | 752                                              | 170                                              | 761                                              |
| 1985                                             | 464                                              | 199                                              | 261                                              |
| 1986                                             | 431                                              | 221                                              | 217                                              |
| 1987                                             | 441                                              | 217                                              | 273                                              |
| 1988                                             | 497                                              | 339                                              | 355                                              |
| 1989                                             | 464                                              | 231                                              | 302                                              |
| 1990                                             | 449                                              | 281                                              | 219                                              |
| 1991                                             | 504                                              | 231                                              | 287                                              |
| 1992                                             | 489                                              | 265                                              | 278                                              |
| 1993                                             | 507                                              | 324                                              | 299                                              |
| 1994                                             | 639                                              | 291                                              | 251                                              |
| 1995                                             | 473                                              | 239                                              | 226                                              |
| 1996                                             | 495                                              | 189                                              | 218                                              |
| 1997                                             | 513                                              | 240                                              | 196                                              |
| 1998                                             | 602                                              | 173                                              | 154                                              |
| 1999                                             | 534                                              | 434                                              | 334                                              |
| 2000                                             | 729                                              | 296                                              | 242                                              |
| 2001                                             | 535                                              | 191                                              | 155                                              |
| 2002                                             | 577                                              | 288                                              | 270                                              |
| 2003                                             | 433                                              | 218                                              | 211                                              |
| 2004                                             | 524                                              | 293                                              | 216                                              |
| 2005                                             | 594                                              | 267                                              | 245                                              |
| 2006                                             | 514                                              | 272                                              | 214                                              |
| 2007                                             | 550                                              | 222                                              | 269                                              |
| 2008                                             | -                                                | -                                                | -                                                |
| 2009                                             | 756                                              | 283                                              | 208                                              |
| 2010                                             | -                                                | -                                                | -                                                |
| 2011                                             | -                                                | -                                                | -                                                |
| 2012                                             | 823                                              | 195                                              | 162                                              |
| 2013                                             | 794                                              | 260                                              | 340                                              |
| 2014                                             | 888                                              | 183                                              | 313                                              |
| 2015                                             | 683                                              | 210                                              | 234                                              |
| 2016                                             | 819                                              | 259                                              | 235                                              |
| 2017                                             | 694                                              | 293                                              | 253                                              |
| 2018                                             | 642                                              | 477                                              | 365                                              |
| 2019                                             | 821                                              | 242                                              | 201                                              |
| 2020                                             | 486                                              | 390                                              | 320                                              |
| 2021                                             | -                                                | -                                                | -                                                |
| 2022                                             | 744                                              | 206                                              | 218                                              |
| 2023                                             | 746                                              | 257                                              | 198                                              |
| 2024                                             | 838                                              | 316                                              | 218                                              |

## Visé-frontière
Het grenspunt Visé-frontière (Wezet-Grens — of Eijsden-Grens van Nederlandse zichtpunt) is onder meer van belang voor tarieven van grensoverschrijdende treinreizen.

## Galerij

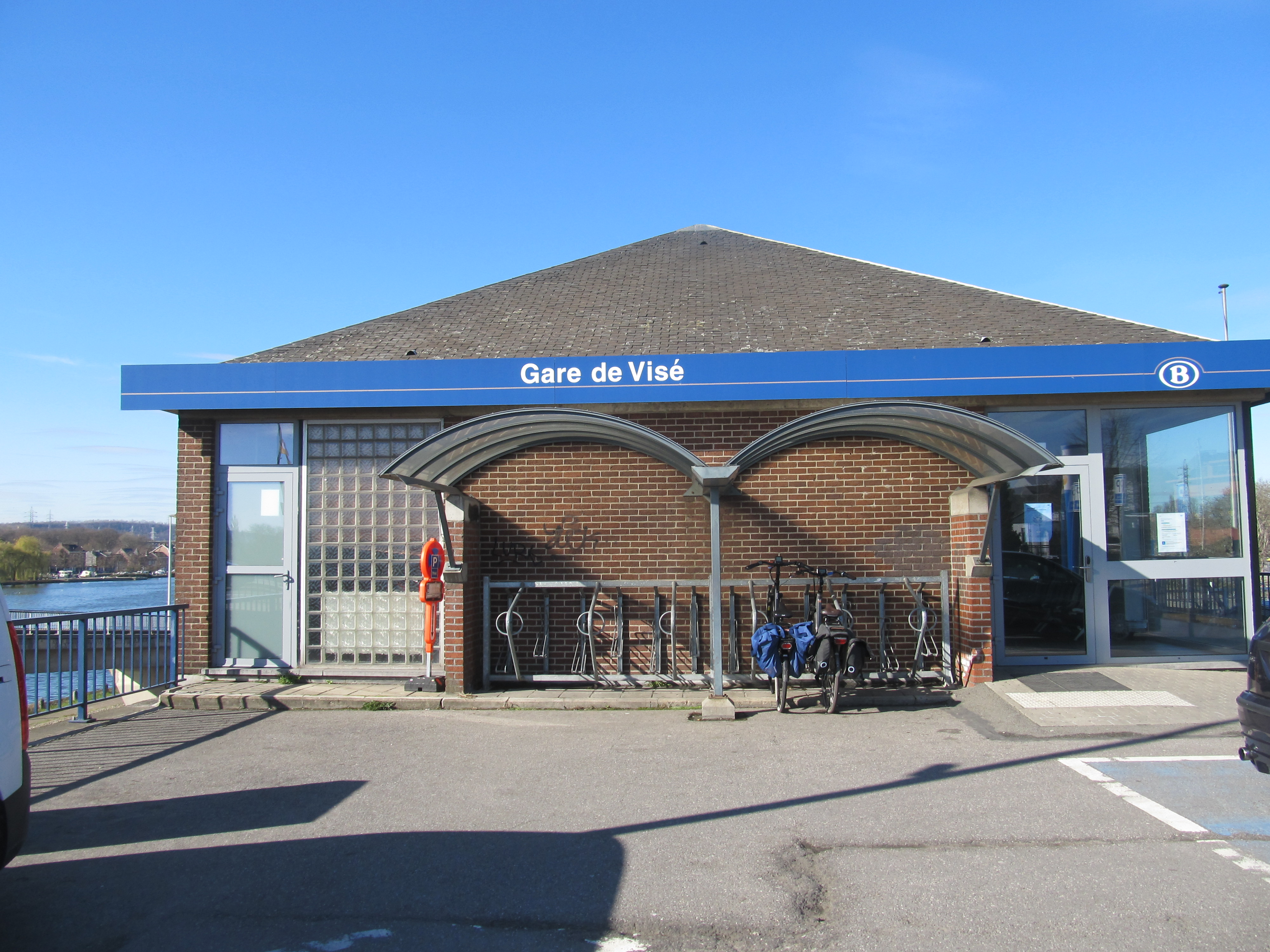
Het stationsgebouw in 2021
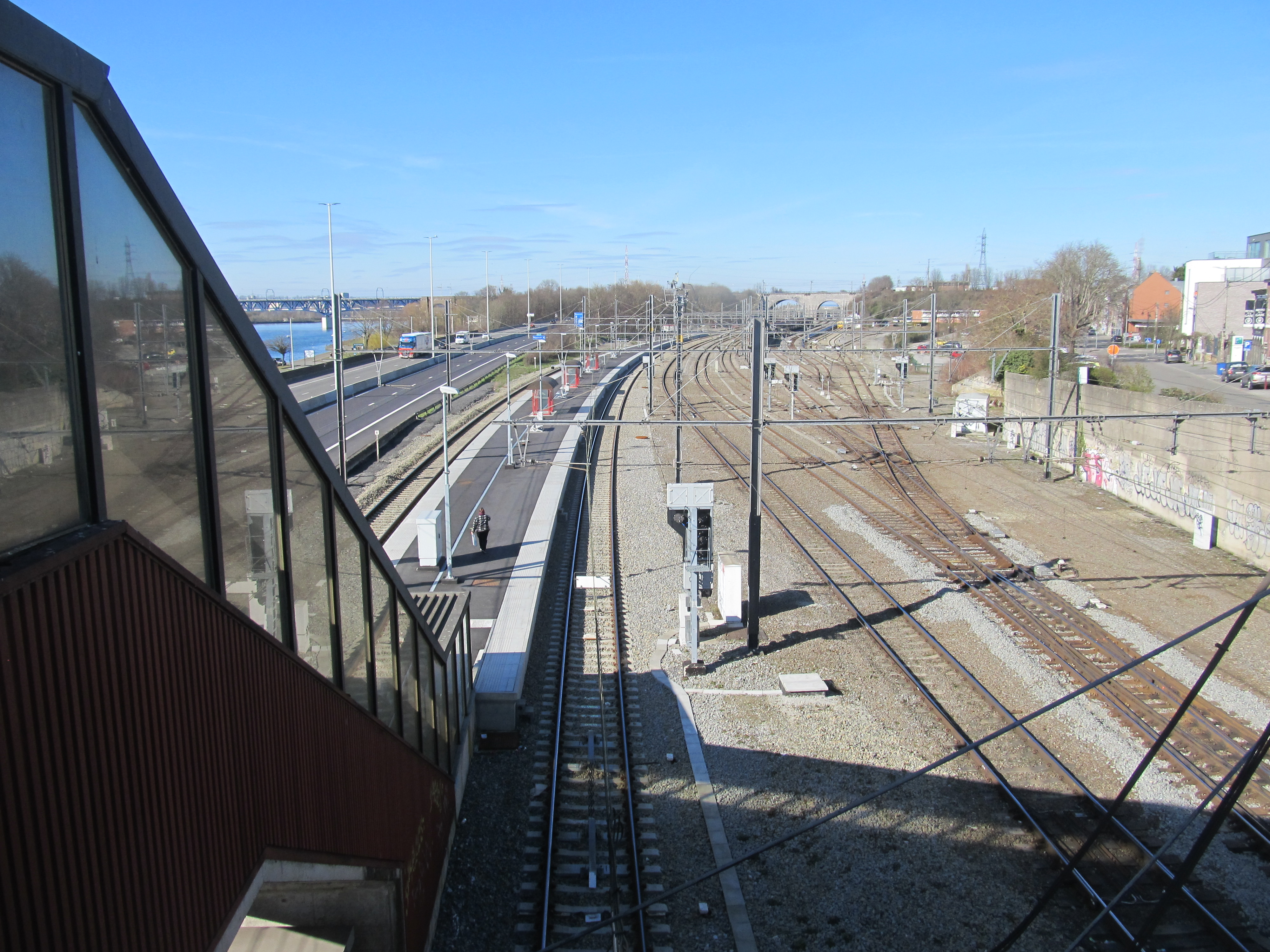
Zicht op de perrons in 2021
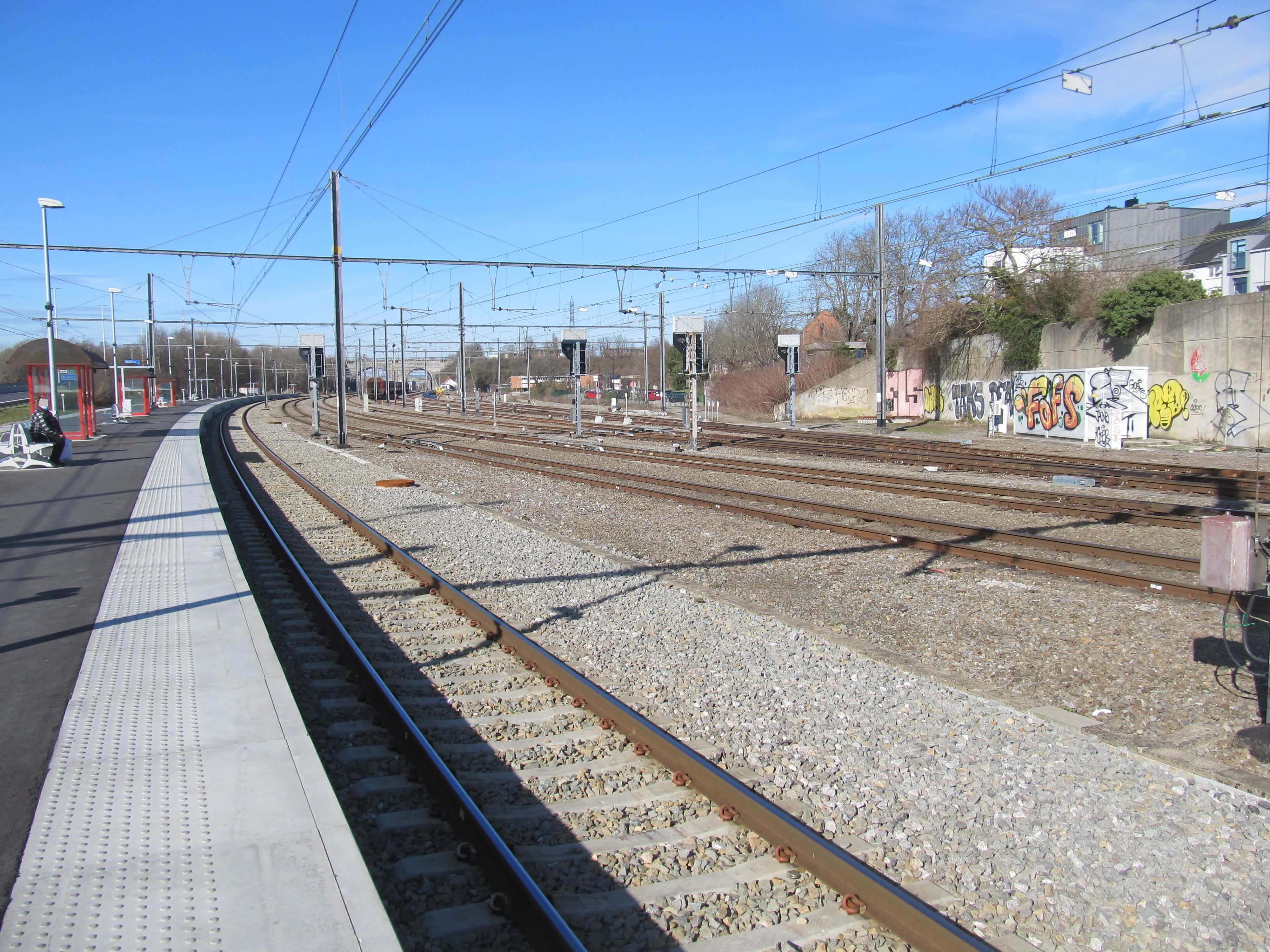
Zicht op de perrons in 2021
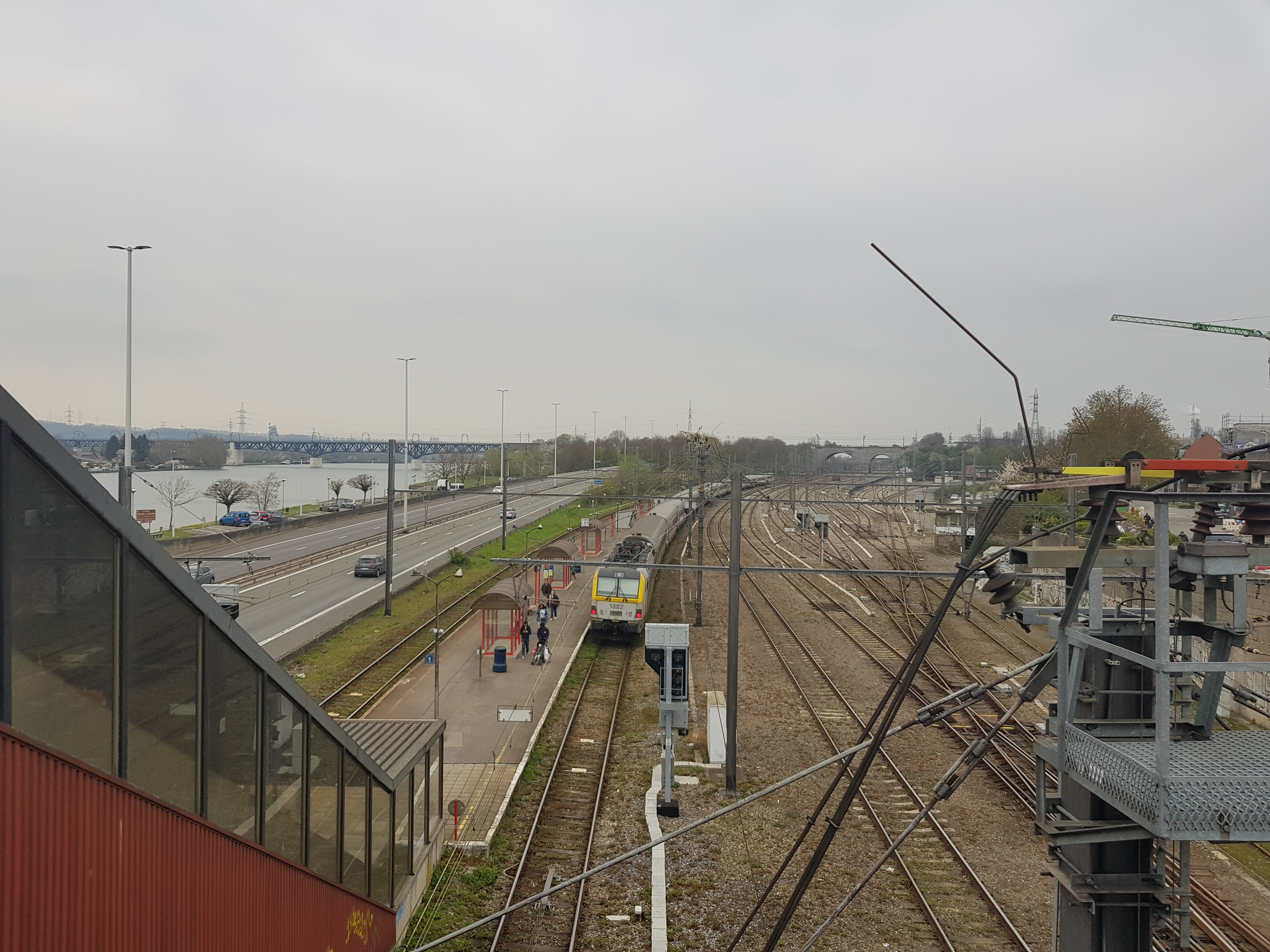
Zicht op de perrons in 2019
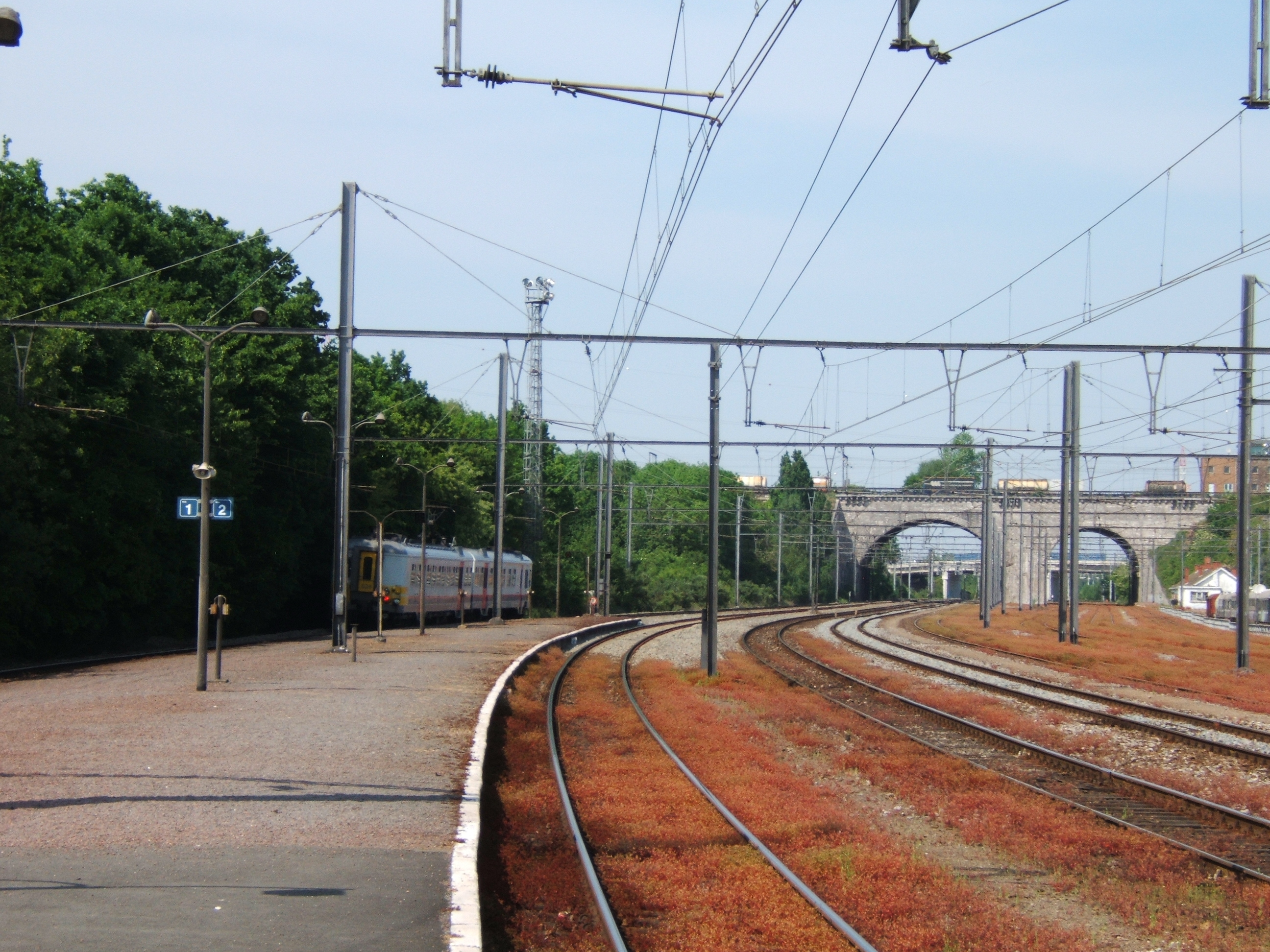
De perrons van Wezet / Visé (vroeger: Visé-Bas) met in de achtergrond de brug waarop Visé-Haut te vinden was.
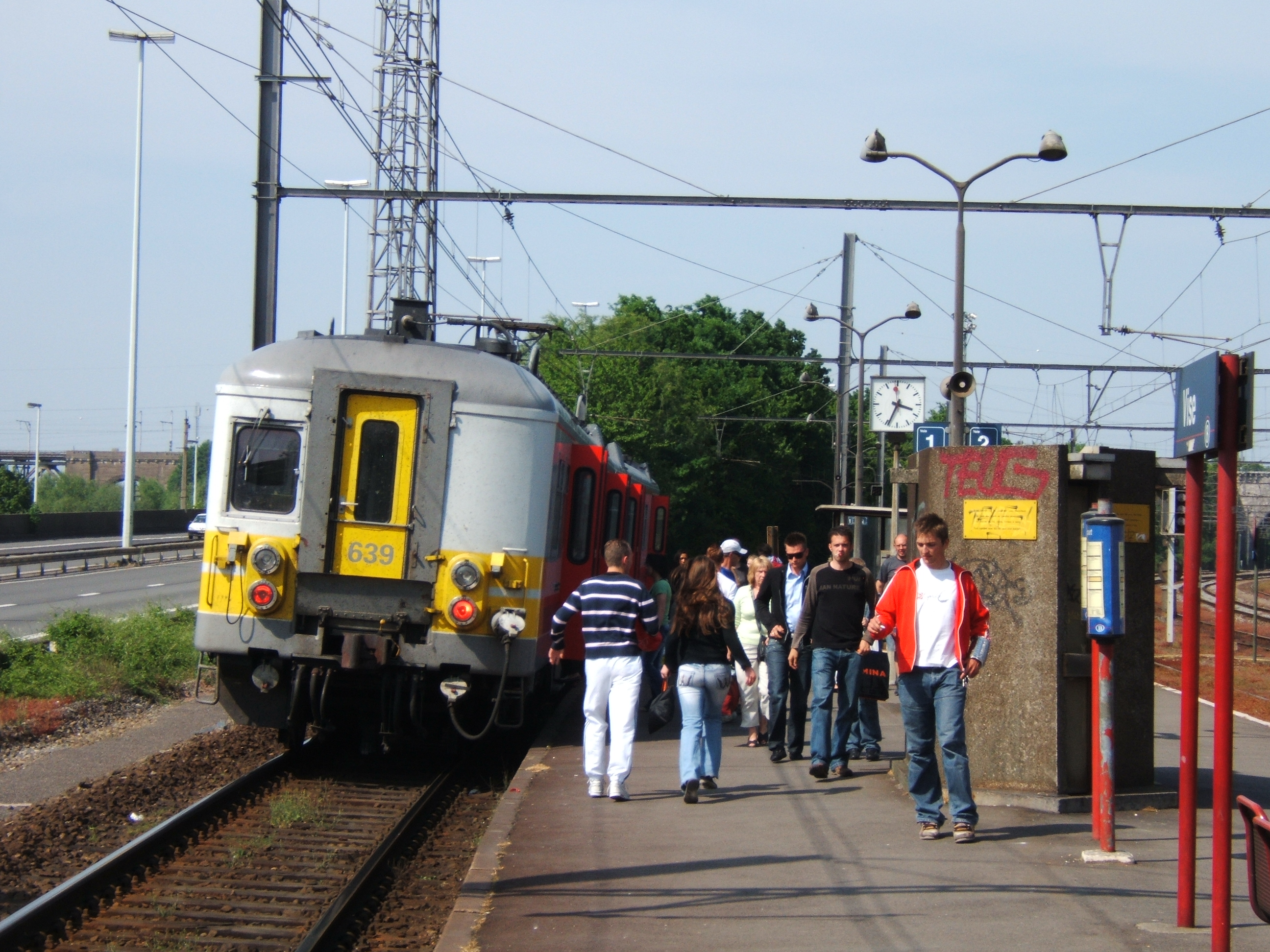
Een L-trein in het station in 2007

0,6: Luik-Vennes·
3,1: Luik-Cornillon ·
4,9: Bressoux ·
5,9: Jupille ·
8,0: Souverain-Wandre ·
8,8: Wandre ·
10,2: Château-de-Cheratte ·
10,9: Cheratte ·
12,0: Sarolay ·
13,0: Argenteau ·
13,4: Pont d'Argenteau · 
15,1: Sauvré ·
16,5: Pont-de-Visé ·
17,7: Wezet ·
Visé Haut ·
19,8: Eijsden ·
22,3: Maarland ·
24,1: Gronsveld ·
27,1: Heer ·
27,2: Maastricht Randwyck ·
28,8: Maastricht